# Cráton Rio de la Plata

Atlantica em cerca de 2,0 Ga. Crátons arqueanos em cinza. Continentes modernos adicionados para orientação.

O Cráton do Rio de la Plata (RPC) é uma antiga massa continental situada na porção sudoeste da América do Sul, abrangendo partes do sul do Brasil, Paraguai, Uruguai e o setor centro-leste da Argentina. Este cráton desempenhou um papel crucial na formação do supercontinente Gondwana durante o Neoproterozoico-Cambriano, sendo uma das principais unidades estruturais da região. Dois ciclos orogênicos foram identificados no RPC: um ciclo de 2000 Ma-antigo domínio ocidental representando o antigo cráton e um domínio 700-500 Ma-antigo domínio oriental atribuído ao Ciclo Brasiliano.  As principais exposições do RPC incluem o arco de Assunção, o Bloco Taquarembó, e os terrenos Nico Pérez, Piedra Alta e Tandilia.

## Geologia

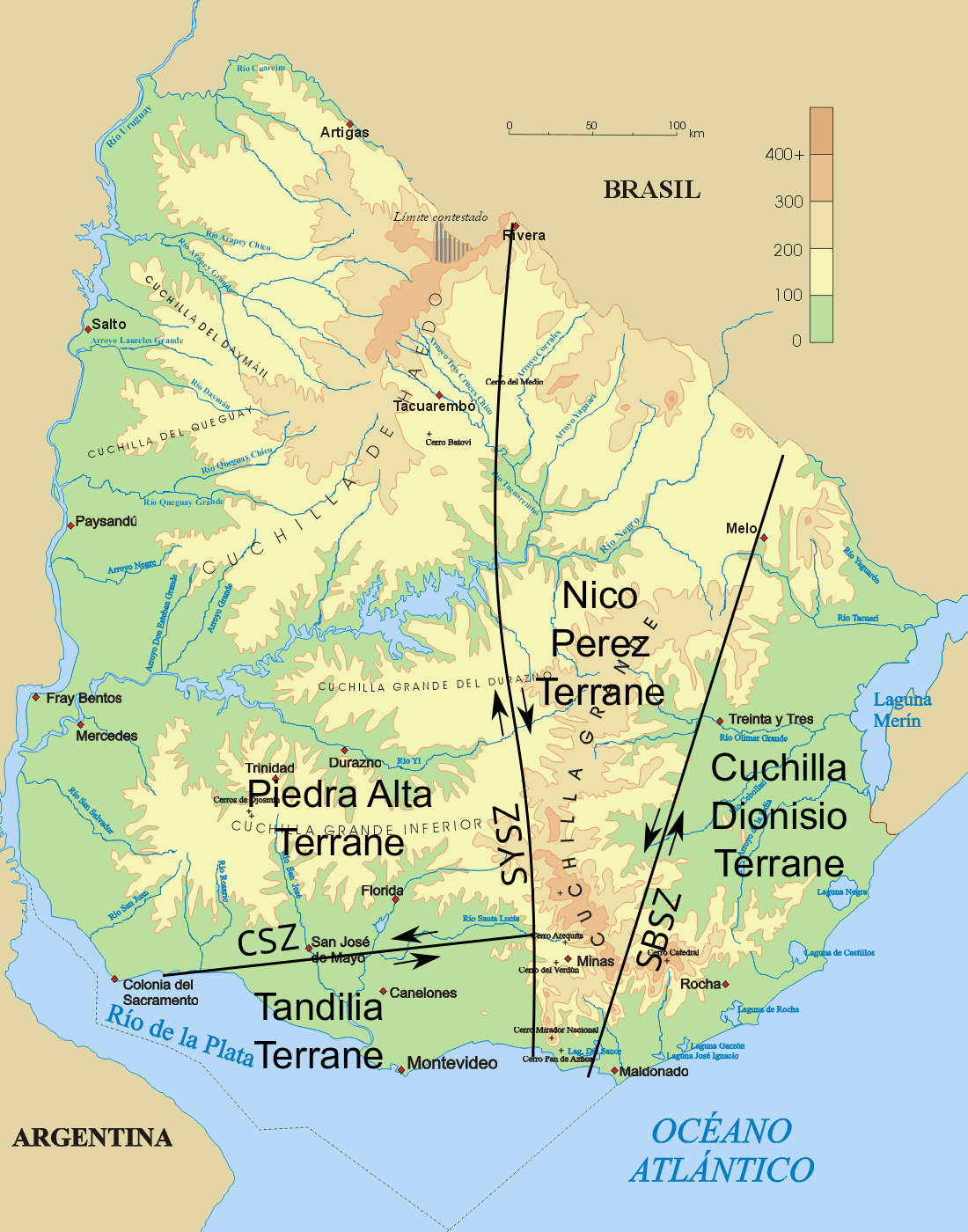
Zonas de cisalhamento e terrenos no Uruguai após

Os principais afloramentos do Cráton do Rio de la Plata estão localizados no Uruguai, onde se destacam os terrenos de Piedra Alta, Tandilia e Nico Pérez. No sul do Brasil, o RPC é representado pelo bloco de Taquarembó. No Paraguai, aflora principalmente no arco de Assunção. Na Argentina, as principais exposições ocorrem no Sistema de Tandilia.
Três zonas de cisalhamento dividem o embasamento Pré-cambriano do Uruguai e do sul do Brasil em quatro terrenos. Ao longo da costa leste do Uruguai e estendendo-se até o Brasil, encontra-se o Terreno Cuchilla Dionisio, um bloco africano alóctone justaposto ao Cráton do Rio de la Plata (CRP) pela Zona de Cisalhamento Sierra Ballena (ZCSB). A oeste de Cuchilla Dionisio, o Terreno Nico Pérez é delimitado pela ZCSB e pela Zona de Cisalhamento Sarandí del Yí (ZCSY), do Mesoproterozóico Tardio. No Terreno Nico Pérez afloram rochas metamórficas e granitoides do Arqueano-Paleoproterozóico, além de sucessões sedimentares do Neoproterozóico, provavelmente depositadas em uma plataforma continental atlântica. Este terreno também abriga um enxame de diques orientados NE-SO datados do Neoproterozóico. No entanto, ainda não está claro até que ponto o Terreno Nico Pérez pertence ou tem afinidade com o Cráton do Rio de la Plata.
A leste da ZCSY, a Zona de Cisalhamento Colonia (ZCC) separa o Terreno Piedra Alta ao norte, datado do Paleoproterozóico (2000±100 Ma), do Terreno Tandilia ao sul. Um período de tectônica extensional no Paleoproterozóico Tardio coincidiu com a formação e intrusão do enxame de diques máficos de Piedra Alta e dos granitos rapakivi do Batólito Illescas. O enxame de diques máficos de Piedra Alta, datado do Paleoproterozóico Tardio (1790±5 Ma), foi posteriormente afetado pela ZCSY do Mesoproterozóico, que possui 8 km de largura, e sua extremidade oriental curva-se ao longo da zona de megacisalhamento dextral.

### Litoestratigrafia, geocronologia e condições paleoclimáticas
A litoestratigrafia do RPC é composta por sequências arqueanas a mesoproterozoicas, incluindo gnaisses, granulitos, anfibolitos e quartzitos. Estas rochas foram submetidas a eventos tectônicos e metamórficos significativos, evidenciados pela presença de zonas de cisalhamento e complexos de metamorfismo de grau médio a alto. No Uruguai, os terrenos Nico Pérez e Piedra Alta apresentam sequências de granitos verdes paleoproterozóicos e ortognaisses. A variedade e complexidade das rochas litoestratigráficas refletem uma longa história geológica com múltiplos eventos de sedimentação, intrusão e metamorfismo.
A geocronologia do RPC é complexa, com idades variando do Arqueano ao Mesoproterozoico. Estudos de zircão detrítico indicam que o Nico Pérez Terrane contém algumas das rochas mais antigas, datadas de aproximadamente 3.4 bilhões de anos. O granito rapakivi de Illescas, com cerca de 1.78 bilhões de anos, e eventos de granitogênese no Neoproterozoico (630-580 Ma) também são significativos. Estes eventos geocronológicos são cruciais para entender a evolução do cráton, indicando períodos de estabilidade e atividade tectônica.
Estudos paleoclimáticos indicam que o RPC experimentou diversas condições climáticas ao longo do tempo geológico, desde ambientes marinhos rasos nos períodos Neoproterozoico e Cambriano, evidenciados por sequências carbonáticas e siliciclásticas, até climas mais áridos durante a deposição de coberturas sedimentares paleozoicas. Estas variações climáticas influenciaram significativamente os processos sedimentares e a preservação de registros fósseis, fornecendo uma janela para entender as mudanças ambientais passadas.

Localização aproximada do Mesoproterozóico (mais de 1,3 Ga) crátons na América do Sul e na África.

### Evolução de paleocontinentes
Durante o Neoproterozoico, o RPC fazia parte do supercontinente Rodínia, que posteriormente se fragmentou, contribuindo para a formação de Gondwana. A similaridade lito-estratigráfica e geocronológica entre unidades do RPC e as do sul da África sugere uma conexão paleo-geográfica significativa antes da abertura do Atlântico Sul. Esta correlação é evidenciada pelas semelhanças das idades e da composição das rochas encontradas no Cráton Rio de la Plata (América do Sul) e no Cráton Kalahari (África), indicando que essas regiões estiveram unidas antes da deriva continental.

## Evolução Geotectônica
O RPC está limitado ao norte pelo Cráton Amazônico e ao oeste pelo Terreno Pampia. A sul, suas relações tectônicas são complexas, envolvendo terrenos como o Cinturão Dom Feliciano, que representa uma zona de colisão entre o RPC e outros blocos continentais durante o Ciclo Brasiliano. Estas interações tectônicas são cruciais para compreender a evolução geológica da região, mostrando um padrão de acreção e colisão que moldou a configuração atual do continente sul-americano.

### Eventos Tectono-Magmáticos[2]
O RPC foi sujeito a uma série de eventos tectono-magmáticos. Dois ciclos orogênicos principais foram identificados:
1. Um ciclo de cerca de 2000 Ma, que corresponde ao domínio ocidental do cráton, representando o antigo cráton Arqueano e Paleoproterozoico.
2. Um ciclo entre 700-500 Ma, relacionado ao domínio oriental do cráton, atribuído ao Ciclo Brasiliano e associado à formação de granitos no Neoproterozoico e intrusões magmáticas.

Eventos de metamorfismo de alta pressão e deformação tectônica ocorreram durante a amalgamação de Gondwana, refletindo uma história complexa de colisão e acreção tectônica. Estes eventos são registrados em zonas de cisalhamento e estruturas dobradas, que indicam períodos de intensa atividade tectônica. 

### Evolução Tectônica e Deformação
A evolução tectônica do RPC é marcada por episódios de colisão, como a interação com o Terreno Pampia e o Cinturão Dom Feliciano. Zonas de cisalhamento, como a Zona de Cisalhamento Sierra Ballena, desempenharam um papel crucial na deformação do cráton, resultando em uma estrutura complexa de blocos tectônicos e faixas de dobramento e empurrão. A análise dessas estruturas fornece insights sobre os processos tectônicos que moldaram a região e a história de deformação que o cráton experimentou.[3]

## Evolução do Conhecimento a cerca do Cráton Rio de la Plata
A pesquisa sobre o Cráton do Rio de la Plata começou no início do século XX, com estudos de geólogos como Jorge Bossi e Carlos Cingolani, que contribuíram significativamente para o entendimento da geologia e evolução do cráton. Investigações geocronológicas e estratigráficas subsequentes aprofundaram o conhecimento sobre a história tectônica e a composição litoestratigráfica do RPC. A evolução das técnicas de datação e análise geológica permitiu uma compreensão mais detalhada da história complexa do cráton, revelando os múltiplos eventos tectônicos e magmáticos que o moldaram.

### Contribuições para a Teoria da Deriva Continental e Tectônica de Placas[5]
O estudo do RPC forneceu evidências importantes para a teoria da deriva continental e tectônica de placas, especialmente na compreensão da formação e fragmentação de supercontinentes como Rodínia e Gondwana. As similaridades entre o RPC e os crátons africanos ajudaram a mapear a configuração pré-drift dos continentes, mostrando como os continentes atuais se juntaram e se separaram ao longo do tempo geológico. Essas descobertas foram fundamentais para validar e expandir a teoria da tectônica de placas, demonstrando a dinâmica dos movimentos continentais.

### Discussões e Controvérsias Geológicas
Existem várias discussões e controvérsias geológicas em torno do RPC, incluindo a idade e origem exata de alguns de seus terrenos, bem como a interpretação dos eventos tectono-magmáticos que moldaram sua evolução. Debates sobre a extensão e limites precisos do cráton também persistem na comunidade científica.  Essas controvérsias refletem a complexidade geológica da região e a necessidade de pesquisas contínuas para resolver questões pendentes e refinar o entendimento geológico do RPC. 

## Importância Econômica
O Cráton do Rio de la Plata é uma região de grande importância econômica devido à sua rica abundância de recursos minerais. As rochas antigas que compõem o cráton são hospedeiras de vários depósitos minerais significativos, incluindo ouro, ferro, níquel, cobre e outros metais preciosos e industriais. A exploração desses recursos tem sido uma atividade econômica vital para os países que abrangem o cráton, contribuindo para o desenvolvimento local e nacional. 

### Reservas Econômicas

#### Ouro
No Uruguai, as principais reservas de ouro estão localizadas na região de Minas de Corrales, no Departamento de Rivera. Esta área tem sido historicamente explorada e continua a ser uma fonte importante de ouro para o país. A mineração de ouro nesta região é facilitada pelas estruturas geológicas favoráveis que incluem veios de quartzo aurífero em rochas metamórficas.

#### Ferro
No Brasil, o Cráton do Rio de la Plata contém significativas reservas de ferro, particularmente no estado do Rio Grande do Sul. A região de Camaquã é conhecida por seus depósitos de minério de ferro de alta qualidade. A exploração de ferro nesta área é essencial para a indústria siderúrgica brasileira, proporcionando matéria-prima para a produção de aço.

#### Níquel e Cobre
No Paraguai, depósitos de níquel e cobre foram identificados na região do Arco de Assunção. Esta área apresenta potencial para exploração mineral, com estudos geológicos indicando a presença de sulfetos maciços que contêm níquel e cobre. A exploração desses metais é vital para a produção de ligas metálicas e componentes eletrônicos.
Outros Metais

Além de ouro, ferro, níquel e cobre, o Cráton do Rio de la Plata também possui reservas de outros metais industriais. No Uruguai, a região de Nico Pérez é rica em depósitos de manganês, utilizados principalmente na indústria siderúrgica como elemento de liga para melhorar a dureza e resistência do aço. No Brasil, além de ferro, a região de São Gabriel no Rio Grande do Sul contém depósitos de estanho e tungstênio, que são essenciais para a fabricação de componentes eletrônicos e ferramentas de corte. 